# Касиндо
Касиндо је насељено мјесто и мјесна заједница у општини Источна Илиџа, град Источно Сарајево, Република Српска, БиХ. Касиндо је такође бивши назив општине Источна Илиџа који се користио 2004. године. Према прелиминарним подацима пописа становништва 2013. године, у насељу је живјело 546 становника.

## Географија
Касиндио се налази у Сарајевском пољу. Налази се на око 700 метара надморске висине. Кроз Касиндо тече ријечица Касиндолка(или Касиндолски поток). Изнад Касиндола се налази и брдо Криж. Такође се дио насеља налази и на Младичким брдима. Прије рата у БиХ Касиндо је, као и данас, било сједиште истоимене мјесне заједнице која је припадала сарајевској градској општини Илиџа.

## Историја
Касиндо се раније звао Кобиљдо. Крајем 19. вијека у Касиндо долази католички женски ред Служавке малога Исуса и оснива свој самостан. Самостан и имовина редовница су национализовани након Другог свјетског рата. 1897. у Касиндолу је изграђена школа која почиње са радом сљедеће године и, са малим прекидима, ради све до данас. 1914. донесена је у Сарајеву одлука о градњи болнице Касиндо. Болница је почела са радом након Првог свјетског рата, прво као санаторијум, те као опоравилиште Уреда за осигурање радника, завршен 1936. У фебруару 1938. отворен је павиљон Железничарског болесничког фонда.
За вријеме Другог свјетског рата служила је као њемачка војна болница, а након рата је постала болница за плућне болести. За вријеме рата у БиХ радила је као једна од српским ратних болница и од тада је општег смјера. Прије рата у БиХ насеље Касиндо је припадало општини Илиџа, град Сарајево. У току рата је припадало општини Српска Илиџа. У саставу сарајевско-романијског корпуса Војске Републике Српске био је и Касиндолски батаљон. Са подручја Касиндола су такође и два народна хероја из Другог свјетског рата: Алекса Бојовић-Брко и Душан Пајић-Дашић, а одлука о дизању устанка у Касиндолу и околини донијета је још 24. јула 1941. на сједници партијских ћелија уз присуство Слободана Принципа-Сеље и Хасана Бркића. Усташе су у Касиндолу 20. марта 1942. починиле злочин убивши 16 заробљеника (11 чланова породице Нишић и 5 члана породице Дамјановић).

## Здравство
У овом насељу се налази важна медицинска установа за Град Источно Сарајево: Клинички центар медицинског факултета Универзитета у Источном Сарајеву — Општа болница Касиндо. Болница је до 1992. служила за лијечење плућних болести а од 1992. је општег карактера.
Болница Касиндо почела је са радом одмах након Првог свјетског рата, а одлука о њеној градњи је донесена још 1914. године. Прво је служила као санаторијум за обољеле од туберколозе, касније као опоравилиште. За вријеме Другог свјетског рата постала је њемачка војна болница. Након рата је постала болница за плућне болести.

## Образовање
У Касиндолу се налази Основна школа "Јован Дучић".
Школа је изграђена 1897. године, а почела је са радом школске 1898/1899. године. Ни у једном од ратова није претрпјела значајна оштећења. Након Другог свјетског рата се звала Душан Пајић-Дашић, те Бранко Радичевић. Током ратних година, до 1996. звала се Касиндо. Те године је уврштена међу 6. школа експерименталног типа у БиХ.

## Спорт
Касиндо је сједиште истоименог омладинског фудбалског клуба ОФК Касиндо. Клуб је основан 1993. у насељу Касиндо, Општини Српска Илиџа, Српско Сарајево. Након пар сезона клуб престаје са радом, а 2008. године рад клуба се обнавља.

## Становништво
| Касиндо            |              |              |              |              |
| година пописа      | 2013.        | 1991.        | 1981.        | 1971.        |
| Срби               | 528 (96,70%) | 722 (79,25%) | 650 (73,28%) | 783 (77,91%) |
| Муслимани          | 4 (0,73%)    | 51 (5,60%)   | 71 (8,00%)   | 104 (10,35%) |
| Хрвати             | 9 (1,65%)    | 29 (3,18%)   | 39 (4,40%)   | 65 (6,47%)   |
| Југословени        | –            | 96 (10,54%)  | 115 (12,97%) | 21 (2,09%)   |
| остали и непознато | 5 (0,92%)    | 13 (1,43%)   | 12 (1,35%)   | 32 (3,18%)   |
| укупно             | 546          | 911          | 887          | 1.005        |